# Ashwell (Rutland)
Ashwell – wieś w Anglii, w hrabstwie Rutland. Leży 6 km na północ od miasta Oakham i 141 km na północ od Londynu. W 2001 miejscowość liczyła 290 mieszkańców.